# Ai Weiwei: Never Sorry
Ai Weiwei: Never Sorry (艾未未: 道歉你妹) er en dokumentarfilm fra 2012 om den kinesiske konceptkunstner Ai Weiwei, instrueret af Alison Klayman. Filmen modtog juryens specielle pris ved Sundance Film Festival i 2012.

## Handling
Filmen viser Ai Weiwei installere sin udstilling på Haus der Kunst og Tate Modern. Indimellem udstillingerne bliver han banket af kinesisk politi. Hans atelier raseres af myndighederne og han fængsles i 2011.

## Eksterne referencer
- Filmens officielle webside: Alison Klayman.
- Imdb: Imdb.
- Rotten Tomatoes: Rotten Tomatoes: "Ai Weiwei: Never sorry".
- Metacritic: Metacritic: "Ai Weiwei: Never sorry".